# Schwedlerova věta
Schwedlerova věta udává vztah mezi ohybovým momentem a posouvající (smykovou, příčnou) silou, jež představují staticky ekvivalentní náhradu napětí působících v libovolném průřezu ohýbaného přímého nosníku. Věta je připisována německému stavebnímu inženýrovi Johannu Wilhelmu Schwedlerovi, který ji publikoval v roce 1851. Schwedlerova věta se užívá při vyšetřování namáhání nosníků. Schwedlerova věta se také někdy nazývá Schwedler-Žuravského věta.

## Odvození

Zatížení elementu nosníku – znaménková konvence

Schwedlerova věta popisuje  statickou momentovou rovnováhu části nosníku vymezené dvěma průřezy, jejichž vzdálenost se limitně blíží nule:
{\displaystyle (M+\mathrm {d} M)-M-Q\mathrm {d} x+q{\frac {\mathrm {d} x^{2}}{2}}=0\,,}
kde {\displaystyle M} a {\displaystyle Q} představují velikost momentové a silové výslednice napětí působících po průřezu nosníku, {\displaystyle q} je velikost spojitého příčného zatížení nosníku, {\displaystyle x} označuje polohu průřezu nosníku po délce nosníku a {\displaystyle \mathrm {d} } je označení diferenciálu.
Protože člen {\displaystyle q{\tfrac {\mathrm {d} x^{2}}{2}}} je zanedbatelně malý vzhledem ke zbývajícím členům rovnice momentové rovnováhy, lze psát
{\displaystyle \mathrm {d} M-Q\mathrm {d} x=0\,,}
respektive
| {\displaystyle {\frac {\mathrm {d} M}{\mathrm {d} x}}=Q\,.} | \| \| \| \| \| \| \| \| | (1) |
|                                                             |                         |     |
|                                                             |                         |     |

Poslední vztah se označuje jako Schwedlerova věta. Vyplývá z něj, že ohybový moment nabývá extrémních hodnot v místech, kde je posouvající síla {\displaystyle Q} nulová.
Na základě podmínky statické rovnováhy pro příčné zatížení nosníku
{\displaystyle (Q+\mathrm {d} Q)-Q+q\mathrm {d} x=0}
pro posouvající sílu platí
| {\displaystyle {\frac {\mathrm {d} Q}{\mathrm {d} x}}=-q\,,} | \| \| \| \| \| \| \| \| | (2) |
|                                                              |                         |     |
|                                                              |                         |     |

a  Schwedlerovu větu pak lze vyjádřit ve tvaru
| {\displaystyle {\frac {\mathrm {d} ^{2}M}{\mathrm {d} x^{2}}}=-q\,.} | \| \| \| \| \| \| \| \| | (3) |
|                                                                      |                         |     |
|                                                                      |                         |     |

Osové zatížení elementu nosníku – znaménková konvence

Pojem Schwedlerova věta se někdy používá pro vztahy (1) – (3), popřípadě ještě pro vztah mezi osovou silou {\displaystyle N} a spojitým osovým zatížením {\displaystyle n}, který lze odvodit z podmínky silové rovnováhy ve směru osy nosníku:
{\displaystyle {\frac {\mathrm {d} N}{\mathrm {d} x}}=-n\,.}

## Odvození pro nosník na pružném podkladu
Odkaz na odvození Schwedlerových vět pro nosníky na pružném podkladu.

## Historie

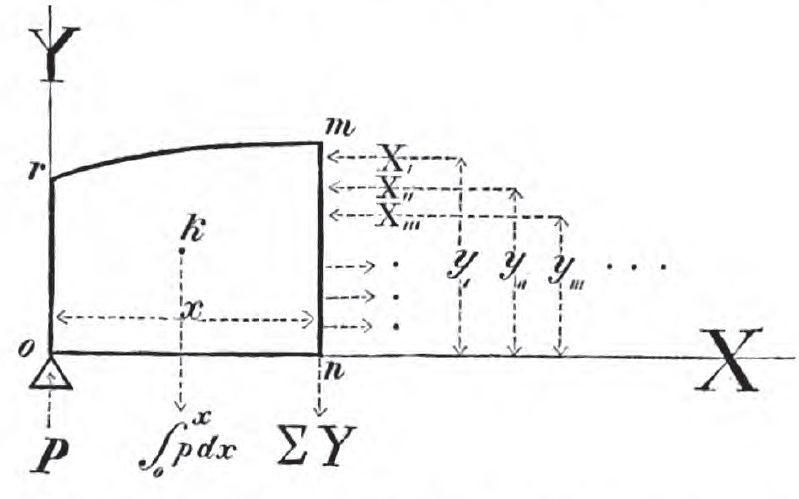
Schwedlerova kresba užitá při odvození vztahu.

Odvození vztahu lze najít v první části Schwedlerovy práce o teorii nosníkových mostních konstrukcí publikovaná v roce 1851, byť v odlišném tvaru :
| {\displaystyle {\frac {\mathrm {d} \displaystyle \sum \limits _{i}X_{i}y_{i}}{\mathrm {d} x}}=\sum \limits _{i}Y_{i}\,,} | \| \| \| \| \| \| \| \| | (4) |
| |                         |     |
| |                         |     |

kde {\displaystyle X_{i}} jsou normálové vnitřní síly působící po výšce průřezu, {\displaystyle Y_{i}} jsou smykové vnitřní síly působící po výšce průřezu a {\displaystyle y_{i}} jsou vzdálenosti působišť sil od spodní strany nosníku. Schwedler při odvození postupoval tak, že nejprve rozdělil nosník myšleným řezem na dvě části, potom sepsal podmínku rovnováhy jedné části nosníku a derivací této podmínky podle {\displaystyle x} dospěl k výše uvedenému vztahu (4).
Zmínku o tom, že Schwedler byl první, kdo poukázal na vztah mezi derivací ohybového momentu a posouvající silou, lze najít v knize Der Bau der Brückenträger z roku 1857. Karl Pearson v knize A History of the Theory of Elasticity and of the Strength of Materials z roku 1893 toto tvrzení zpochybnil. Pearson však neuvedl, kdo s tímto vztahem přišel před Schwedlerem. Stěpan Prokofjevič Timošenko, profesor inženýrské mechaniky na Stanfordově univerzitě , ve své knize History of Strength of Materials z roku 1953 tvrdí, že se nenašel dřívější zmínku o Schwedlerem odvozeném vztahu.